# Decorati con la croce di cavaliere con fronde di quercia e spade

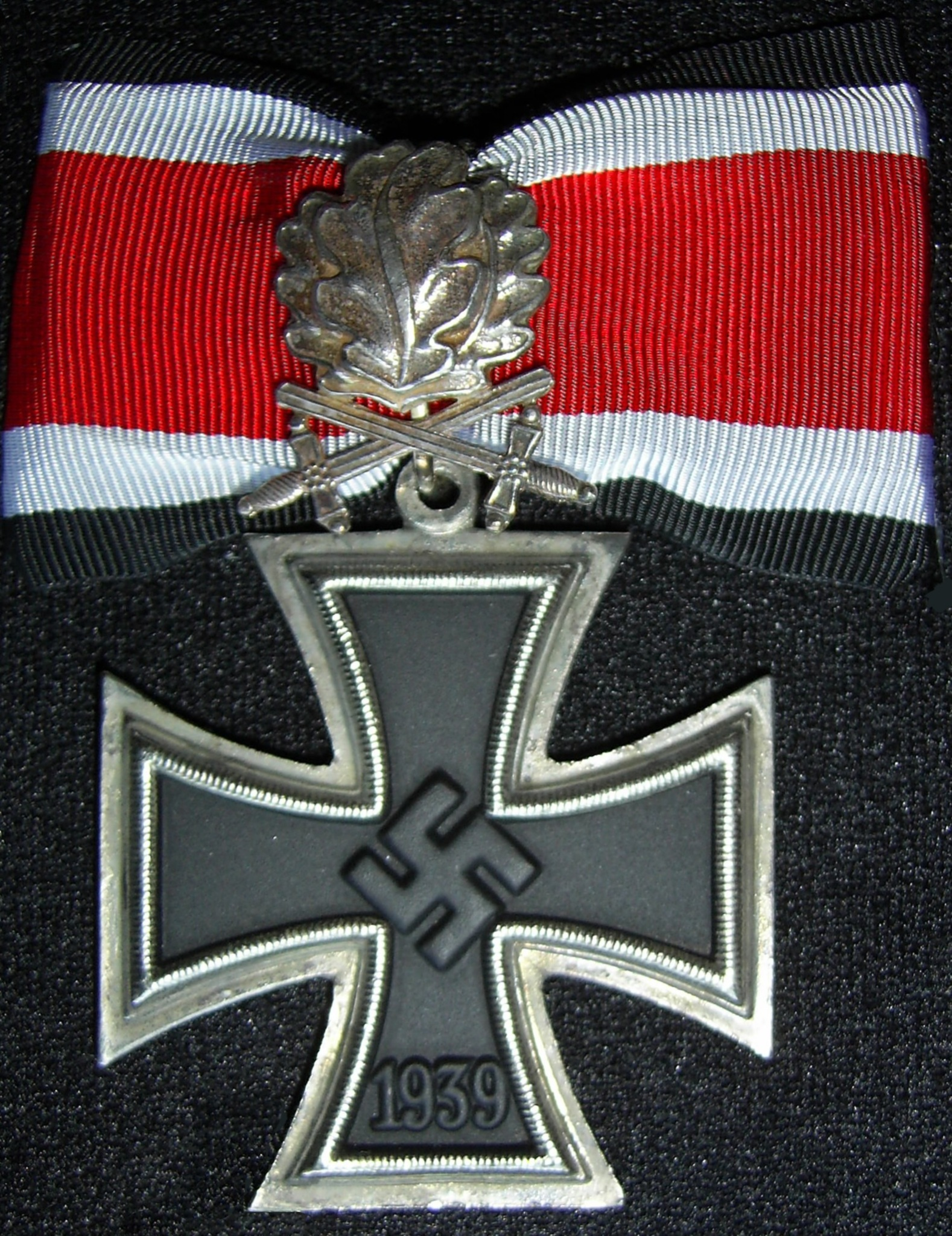
La croce di cavaliere con fronde di quercia e spade.

Di seguito una lista dei soldati della Wehrmacht decorati con la Croce di cavaliere con fronde di quercia e spade. Questa la distribuzione all'interno delle forze armate della Germania nazista:
- Heer: 77
- Luftwaffe: 53
- Waffen-SS: 24
- Kriegsmarine: 5
- Militari stranieri: 1

## 1941
- Oberstleutnant Adolf Galland, 21 giugno
- Oberstleutnant Werner Mölders, 22 giugno
- Hauptmann Walter Oesau, 16 luglio
- Major Günther Lützow, 11 ottobre
- Korvettenkapitän Otto Kretschmer, dicembre

## 1942
- General der Panzertruppen Erwin Rommel 29 gennaio
- Hauptmann Heinrich Baer, 16 febbraio
- Hauptmann Hans Philipp, 12 marzo
- Hauptmann Herbert Ihlefeldt, 24 aprile
- Oberleutnant Max-Hellmuth Ostermann, 17 maggio
- Leutnant Herman Graf, 18 maggio
- Oberleutnant Hans-Joachim von Marseille, 18 giugno
- Hauptmann Gordon Gollob, 23 giugno
- Oberfeldwebel Leopold Steinbatz, 23 giugno
- Generalfeldmarschall Albert Kesselring, 18 luglio
- Hauptmann Werner Baumbach, 16 agosto
- Kapitänleutnant Erich Topp, 27 agosto
- Kapitänleutnant Reinhard Suhren, 1º settembre
- Hauptmann Joachim Müncheberg, 9 settembre
- Hauptmann Joachim Helbig, 26 settembre
- Generalmajor Karl Eibl, 19 dicembre
- Generalleutnant Hans-Valentin Hube, 21 dicembre
- Major Wolf-Dietrich Wilcke, 23 dicembre

## 1943
- Hauptmann Alfred Druschel, 19 febbraio
- Generalleutnant Hermann Balck, 4 marzo
- SS-Obergruppenführer Josef Dietrich, 16 marzo
- Oberst Hyazinth Graf Strachwitz, 28 marzo
- Generaloberst Walter Model, 3 aprile
- Kapitänleutnant Wolfgang Lüth, 15 aprile
- Oberst Walter Gorn, 8 giugno
- Oberst Dietrich Peltz, 23 luglio
- Major Helmut Lent, 2 agosto
- Oberstleutnant Adelbert Schulz, 6 agosto
- Hauptmann Günther Rall, 12 settembre
- Generaloberst Hermann Hoth, 15 settembre
- General der Panzertruppe Josef Harpe, 15 settembre
- Hauptmann Walter Nowotny, 22 settembre
- Major Waldemar von Gazen, 3 ottobre
- SS-Obersturmbannführer August Dieckmann, 10 ottobre
- Generalfeldmarschall Günther von Kluge, 29 ottobre
- Generalleutnant Gerhard von Schwerin, 4 novembre
- Hauptmann Hans-Ulrich Rudel, 25 novembre

- Isoroku Yamamoto, 27 maggio (assegnazione onoraria postuma)

## 1944
- Oberst Hajo Herrmann, 23 gennaio
- Major Heinrich Prinz zu Sayn-Wittgenstein, 23 gennaio
- Major Erich Bärenfänger, 23 gennaio
- Generalleutnant Dietrich von Saucken, 20 febbraio
- SS-Gruppenführer Herbert Otto Gille, 20 febbraio
- General der Panzertruppen Hermann Breith, 21 febbraio
- Oberstleutnant Franz Baeke, 21 febbraio
- Generalleutnant Hasso von Manteuffel, 22 febbraio
- Oberstleutnant Egon Mayer, 2 marzo
- Hauptmann Gerhard Barkhorn, 2 marzo
- Oberst Franz Griesbach, 6 marzo
- Major Werner Streib, 11 marzo
- Generalleutnant Richard Heidrich, 25 marzo
- SS-Oberführer Hinrich Schuldt, 25 marzo
- Generalleutnant Georg Postel, 26 marzo
- Generalmajor Wend von Wietersheim, 26 marzo
- Generalfeldmarschall Erich von Manstein, 30 marzo
- Generalfeldmarschall Ewald von Kleist, 30 marzo
- Major Alwin Börst, 6 aprile
- Oberst Dr. Ernst Kupfer, 11 aprile
- General der Gebirgstruppen Hans Kreysing, 13 aprile
- General der Infanterie Hans Jordan, 20 aprile
- SS-Brigadeführer Hermann Priess, 24 aprile
- Kapitänleutnant Albrecht Brandi, 9 maggio
- Oberst Ludwig Heilmann, 15 maggio
- Generaloberst Georg-Hans Reinhardt, 26 maggio
- Oberst Horst Niemack, 6 giugno
- Oberstleutnant Alfons König, 9 giugno
- SS-Obersturmführer Michael Wittmann, 22 giugno
- Generaloberst Eduard Dietl, 1º luglio
- Oberstleutnant Josef Priller, 2 luglio
- Major Friedrich Lang, 2 luglio
- Oberleutnant Erich Hartmann, 2 luglio
- Generalleutnant Smilo von Lüttwitz, 4 luglio
- SS-Sturmbannführer Hans Dorr, 9 luglio
- Major Anton Hackl, 12 luglio
- Generalmajor Rainer Stahel, 18 luglio
- Oberstleutnant Theodor Tolsdorff, 18 luglio
- Generalleutnant Fritz Bayerlein, 20 luglio
- Oberstleutnant Johannes Steinhoff, 28 luglio
- SS-Gruppenführer Hermann Fegelein, 30 luglio
- Hauptmann Heinz-Wolfgang Schnaufer, 3 agosto
- SS-Gruppenführer Fritz von Scholz, 3 agosto
- SS-Obergruppenführer Felix Steiner, 3 agosto
- Generalleutnant Walter Fries, 3 agosto
- Major Kurt Bühlingen, 3 agosto
- Generalleutnant Dr. Johannes Mayer, 3 agosto
- SS-Oberstgruppenführer Paul Hausser, 3 agosto
- SS-Standartenführer Kurt Meyer, 3 agosto
- Generaloberst Robert Ritter von Greim, 3 agosto
- Generaloberst Ferdinand Schörner, 3 agosto
- SS-Brigadeführer Theodor Wisch, 3 agosto
- SS-Standartenführer Otto Baum, 2 settembre
- Oberst Hans Kroh, 12 settembre
- General der Infanterie Wilhelm Wegener, 17 settembre
- Major Theo Nordmann, 17 settembre
- Generalleutnant Bernhard-Hermann Ramcke, 19 settembre
- General der Panzertruppen Otto von Knobelsdorff, 21 settembre
- Generalmajor Dr. Karl Mauss, 23 ottobre
- Major Werner Ziegler, 23 ottobre
- Hauptmann Fritz Fessmann, 23 ottobre
- General der Infanterie Hermann Recknagel, 23 ottobre
- Generalleutnant Maximilian von Edelsheim, 23 ottobre
- Generalleutnant Hans Källner, 23 ottobre
- Oberst Werner Mummert, 23 ottobre
- Hauptmann Josef Wurmheller, 24 ottobre
- Generalmajor Dr. Hermann Hohn, 31 ottobre
- General der Infanterie Hans von Obstfelder, 5 novembre
- Generalleutnant Ernst-Günther Baade, 16 novembre
- Oberst Karl-Lothar Schulz, 18 novembre
- Oberleutnant Otto Kittel, 25 novembre
- Oberst Georg Freiherr von Boeselager, 28 novembre
- General der Artillerie Helmuth Weidling, 28 novembre
- SS-Brigadeführer Heinz Harmel, 15 dicembre
- General der Panzertruppen Traugott Herr, 18 dicembre
- Generalleutnant Alfred-Hermann Reinhardt, 24 dicembre
- SS-Obersturmbannführer Joachim Peiper, 28 dicembre

## 1945
- SS-Obergruppenführer Walter Krüger, 11 gennaio
- Oberst Wolfgang Kretschmar, 12 gennaio
- Generaloberst Dr. Lothar Rendulic, 18 gennaio
- Generalmajor Maximilian Wengler, 21 gennaio
- General der Panzertruppe Walther K. Nehring, 22 gennaio
- Oberstleutnant Hermann Hogeback, 26 gennaio
- Major Erich Rudorffer, 26 gennaio
- General der Panzertruppe Friedrich Kirchner, 26 gennaio
- General der Infanterie Friedrich-Wilhelm Müller, 27 gennaio
- SS-Oberführer Helmut Dörner, 1º febbraio
- Oberleutnant Ernst-Wilhelm Reinert, 1º febbraio
- Oberst Erich Walter, 1º febbraio
- Generalmajor Max Sachsenheimer, 6 febbraio
- Generalfeldmarschall Gerd von Rundstedt, 18 febbraio
- Generalmajor Dietrich von Müller, 20 febbraio
- General der Infanterie Friedrich Schulz, 26 febbraio
- Generaloberst Gotthard Heinrici, 3 marzo
- Oberstleutnant Heinz-Georg Lemm, 15 marzo
- SS-Brigadeführer Otto Kumm, 17 marzo
- General der Artillerie Walter Hartmann, 18 marzo
- SS-Standartenführer Georg Bochmann, 30 marzo
- Oberst Arthur Jüttner, 5 aprile
- Generalmajor Hermann von Oppeln-Bronikowski, 17 aprile
- Generalmajor Helmuth Mäder, 18 aprile
- Major Werner Schrör, 19 aprile
- Major Wilhelm Batz, 21 aprile
- Generaloberst Johannes Blaskowitz, 25 aprile
- General der Infanterie Hermann Niehoff, 26 aprile
- Generalmajor Hermann-Heinrich Behrend, 26 aprile
- General der Panzertruppe Karl Decker, 26 aprile
- SS-Obersturmbannführer Otto Weidinger, 6 maggio
- SS-Obersturmbannführer Günther-Eberhard Wisliceny, 6 maggio
- SS-Oberführer Sylvester Stadler, 6 maggio
- SS-Obergruppenführer Wilhelm Bittrich, 6 maggio
- General der Panzertruppe Fritz-Hubert Gräser, 8 maggio
- General der Fallschirmtruppe Eugen Meindl, 8 maggio
- Oberstleutnant Karl Thieme, 9 maggio
- General der Panzertruppe Heinrich Freiherr von Lüttwitz, 9 maggio
- General der Infanterie Otto Maximilian Hitzfeld, 9 maggio
- Oberstleutnant Josef Bremm, 9 maggio